# Blaise Matuidi
Blaise Matuidi (Tolosa de Llenguadoc, 9 d'abril del 1987), és un futbolista francès amb ascendència angolesa, juga com a volant de contenció, actualment a la Juventus de la Serie A italiana.
El 13 de maig de 2014, l'entrenador de la selecció francesa Didier Deschamps el va incloure a la llista final de 23 jugadors que representaran França a la Copa del Món de Futbol de 2014.

## Palmarès
Paris Saint-Germain
- 4 Ligue 1: 2012-13, 2013-14, 2014-15, 2015-16.
- 3 Copa francesa: 2014-15, 2015-16, 2016-17.
- 4 Copa de la lliga francesa: 2013-14, 2014-15, 2015-16, 2016-17.
- 5 Supercopa francesa: 2013, 2014, 2015, 2016, 2017.

Juventus
- 3 Serie A: 2017-18, 2018-19, 2019-20.
- 1 Copa italiana: 2017-18.
- 1 Supercopa italiana: 2018.

Selecció francesa
- 1 Copa del Món: 2018.